# 出口康夫
出口 康夫（でぐち やすお、1962年 - ）は、日本の哲学者。京都大学大学院文学研究科教授ならびに京都哲学研究所共同代表理事。
近現代西洋哲学、分析アジア哲学を専門に研究を行っており、特にカント哲学、確率論・統計学の哲学、科学的実在論、東アジア仏教思想、道元思想、京都学派の哲学、自己論などに取り組んでいる。
「できなさ」に基づいた⼈間観・社会観として“Self-as-We”（われわれとしての⾃⼰）を提唱しており、NTT（2019年～）や日立京大ラボ（2018年～）をはじめとした産業界との共同研究にも従事している。

## 略歴
大阪市生まれ。京都大学文学部卒、同大学院文学研究科博士後期課程修了。
1996年「超越論的実在論の試み-批判期カント存在論の検討をつうじて」で文学博士の学位を取得。
名古屋工業大学助教授、2002年京都大学大学院文学研究科哲学専修助教授、2007年准教授、2016年教授。2023年4月より、京都大学文学研究科長および文学部長（2025年3月末まで）。また、2025年に開学したZEN大学においては知能情報社会学部の客員教授を兼任していた。
研究分野は、確率論・統計学の哲学、科学的実在論、シミュレーション科学・カオス研究の哲学、カントの数学論、スコーレムの数学思想、分析アジア哲学など多岐にわたる。日本における応用哲学の創始者の一人でもある。近年では、東アジアにおける哲学的遺産を現代哲学の舞台に再現役化する試みとして、東洋的な自己観をベースに「われわれとしての自己（Self-as-We）」という構想を提唱している。

## カント研究
出口の研究経歴はカント研究により始まる。博士論文である「超越論的実在論の試み-批判期カント存在論の検討をつうじて」においては、出口は「カントの超越論的哲学を批判的に継承するーつの試み」を目指し、以下の5つのテーゼを論証している。

1. カントのオリジナルな立場はいくつかの深刻な困難に直面し、そのままでは維持し難いこと。
2. そしてそれらの困難はひとえに、カントの超越論的哲学を構成する主要な存在論上のテーゼの一つである超越論的観念論のテーゼ、すなわち「経験の対象は一種の表象である現象(知覚)に他ならず、心の認識作用からは独立に存在しない。」という考えに起因していること。
3. 一方、カントが超越論的観念論のライバルとして、それと対比させていた超越論的実在論の主張、すなわち「経験の対象は単なる表象に還元されず、心の認識作用から独立に存在する。」という考えを採れば、それらの困難は一応回避できること。
4. さらに実は、この超越論的実在論の主張は、超越論的観念論の考えを除く、超越論的哲学のその他の主要な存在論上のテーゼ、すなわち「認識が対象にしたがうのではなく、逆に対象が認識にしたがう。」という主張や、 「物自体と経験の対象の区別」と（それらに超越論的実在論における新たな意味付けを与えた上で）両立可能であること。
5. 従って、超越論的観念論の代わりに超越論的実在論を採用しても、ある種のアプリオリな認識を(超越論的観念論とは違った仕方で)認めるアプリオリズム、形而上学から真なる事実認識としてのステータスを奪う代わりに道徳的要請としての立場を確保し、以て自然科学的世界観と道徳的価値の両立を計ること、という批判哲学の基本的な立場が継承可能であること。

出口はその後の研究経歴において、基本的に超越論的哲学の洞察は受け継ぎつつも、実在論的な立場をとっているが、これは博士論文におけるカント研究がバックグラウンドになっていると言える。

## 価値提案としての哲学
出口は哲学を「価値提案の学問」としている。
「あるべき関係を問う」とは、単に「事実」を記述したり説明したり予測したりするのではなく、「事実」にもとづいて新たな「価値」を提案する営みです。それは、事実の記述・説明・予測をする「科学」ではなく、価値の提案の試みとしての「哲学」の企てなのです。
出口が共同代表理事を務めている京都哲学研究所の設立趣意は次のように述べている。
20世紀が「科学技術と経済の世紀」　だったとすれば、21世紀は「価値の世紀」である。
科学技術の進展と経済的繁栄が、必ずしも人々のウェルビーイングや世界の平和に直結しないことが明らかとなった今日、改めて「本当の幸せとは何か」、「目指すべき価値とは何か」が問われているのである。
また、ますます多元化する世界を前にして、このような「価値をめぐる問い」には唯一の正解がありえないことにも、我々は気づきつつある。
さらに「個人の同一性（アイデンティティ）」や「社会の単一性（ユニフォーミティ）」が単なる「神話」にすぎないことが暴かれたことを受け、複数の価値が層をなして積み重なっている「価値多層社会」の実現も切実に求められている。

このような状況を前に、「価値の提案の学」としての哲学、ひいては社会に積極的に関与する人文学、すなわち「エンゲージング・ヒューマニティ」の再興が、今こそ求められている。
出口はこうした社会に向き合い、価値の提案を行うという哲学観に基づき、アカデミア内部にとどまらず、産業界をはじめとした実社会と共同の取り組みを推進している。

## 「われわれとしての自己」（Self-as-We）
出口は自らが掲げる「価値提案としての哲学」の実践として、「われわれとしての自己（Self-as-We）」という脱個人主義的自己観、並びにそれを起点とした社会ビジョンの転換であるWeターンを提唱している。出口にいうところでは、「われわれとしての自己」は、全体論性（holistic）、身体的（embodied）、不二性（nondual）という東アジアの「真の自己」の哲学を現代哲学において再構成することを目指したものである。
「われわれとしての自己」とは、自己とは「私（I）」ではなく、「われわれ（We）」と呼ぶべきマルチエージェントシステムであるというテーゼである。ここでいうマルチエージェントシステムとは、「私」がなす行為を可能にしている多様なエージェントの集合体を意味する。
「わたし」の自転車乗りという行為には、多くの人々、生物、無生物、自然環境、生態系、社会システム、歴史上の出来事といった多種多様のエージェントが関わっているのです。そして、それらの支え、助け、アフォードがなければ、「わたし」の自転車乗りという行為は遂行できないのです。言い換えると、これら多種多様で無数のエージェントからなるシステム －これを「マルチエージェントシステム」と呼びましょう－がなければ、自転車乗りという行為は成立しないのです。

### 「根源的できなさ」
「われわれとしての自己」の導出上の論拠は出口が「根源的できなさ」と呼ぶテーゼである。出口によれば、西洋哲学の歴史においては、人間は何かができる存在として捉えられ、その「できること」にこそ人間の尊さやかけがえのなさが求められてきたとされる。これに対して、出口によれば、東洋においては、人間は一人では何もできないからこそ尊いという「できなさ」に基づいた人間観の伝統があることを指摘する。
［…］東アジアには、「できる」人間ではなく、むしろ「できない」人間、無能な人を理想とする「聖なる愚者」とでも呼べる思想伝統があります。例としては、老子の「混沌たる愚者」、法華経の「常不軽菩薩」、宮沢賢治の「デグノボー」などがあげられます。

出口は東アジアの思想伝統を受け継ぎ、現実の世界において行為する存在者の根底に「できなさ」が不可避的に存在することを「根源的できなさ」と呼んでいる。出口はこの根源的できなさは「いかなる行為も自分一人ではできない」という単独行為不可能性のテーゼおよび「自らの行為を支えてくれるエージェントのどれ一つとして私は完全にコントロールすることはできない」という完全制御不可能性のテーゼと呼んでいる。

## 産業界との連携
「価値提案の学としての哲学」という構想にもとづき、出口は2018年ごろより、共同研究を含む産業界との連携を積極的に行っている。

### 日立京大ラボとの応用哲学・倫理学の産学共同研究
2018年4月より、出口を中心とするグループは、日立京大ラボ（日立未来課題探索共同研究部門）と、日本の目指すべき未来社会である「Society 5.0」を実現するに向けて共同研究を開始した。

### NTTとの共同研究
2019年11月より、NTTとの共同研究でIOWN時代について提言しており、2020年4月からは、ウィズコロナ時代についても提言している。
2021年11月に制定されたNTTの「サステナビリティ憲章」においては、出口の提唱しているSelf-as-Weが「基本理念」として採用されている。

### 京都哲学研究所（Kyoto Institute of Philosophy）の設立
このように産業界と連携を深める中、2023年7月、NTTと共同で一般社団法人「京都哲学研究所（Kyoto Institute of Philosophy）」を設立した。京都哲学研究所においては、NTT会長の澤田純と共に共同代表理事を務めている。京都哲学研究所は、その活動を次のように定めている。
1.「価値多層社会」実現のための国際的な運動体の形成
- 国際運動体の形成を目指した国内外のネットワーク構築
- 様々な人々が世界各地より一堂に会し、価値多層社会の実現に向けて討議する「京都会議」の定期開催

2. 新しい社会インフラのための価値提案
- 新たな価値の提案に結びつく哲学研究
- 価値提案の学としての哲学と人文社会科学・理工医学等の隣接諸学との共同研究

3. 新たな価値の社会実装
- 産官学民、アート・デザイン界等との価値共創活動
- 新たな価値の社会発信にかかわる各種の事業

これらは出口の提唱している「価値提案の学としての哲学」というモチーフに沿ったものとなっている。
当該研究所には、NTTに加えて、日立製作所、博報堂、読売新聞が参画しており、2024年8月1日には倫理資本主義を推進するマルクス・ガブリエルがGlobal Senior Advisorとして同研究所に参画している。

## 国際的な活躍
出口は国際的にも精力的に活動しており、多数の国際会議にて招待講演を行っている。

### 招聘された主な国際会議
- 招待講演：Villars Anticipation Workshop, Switzerland, 2025年3月26日[22]
- 招待講演：Congreso Futuro 2025, Santiago, Chile, 2025年1月14日[23]
- 基調講演（Forum Humanum Lecture）：“WE-turn: From Incapability to a Society of Multilayered Values”, Limits of Intelligence: Meaning and Value, New York, USA, 2024年10月4日[24]
- 招待講演：The Bonn Humboldt Award Winners' Forum Philosophy 2024, Global Perspectives on Kant、Bonn, Germany, 2024年9月12日[25]
- 基調講演：European Network of Japanese Philosophy 8th Annual Conference:"The Past in the Present", Talinn, Estonia, 2024年9月8日[26]
- 基調講演：“The Kyoto School Meets German Philosophy Masakazu Nakai's Self as Form of Flesh Body”, Kyoto in Davos, Braunschweig, Germany, 2024年6月28日[27]
- 招待講演：“Towards A multilayered Society of Values”, Biennale Technologia, Turin, Italy, 2024年4月20日[28]
- 招待講演：“From the Fundamental Incapability to WE-turns”, SKKU KAEP Colloquium, Seoul, South Korea, 2023年11月8日[29]
- 招待講演：“The Inconsistency of Physical Reality: Late Nishida on Quantum Mechanism”, Philosophy and Physics between Europe and Japan (1922-1953), Naples, Italy, 2023年10月3日[30]
- 招待講演：“From WE turn to an Alternative Relationship between Humans and Artificial Persons”, 17th CLMPST, University of Buenos Aires, Argentina, 2023年7月24日[31]

## その他
2020年10月24日、京都大学の学術シンポジウム「緊縛ニューウェーブ×アジア人文学」を主催した。同シンポジウムは、「性的な文脈で捉えられてきた緊縛について、その歴史や近年の国内外での受容の広がりを踏まえて現代アートとしての側面から再考する」ことを趣旨として開催され、600人超が参加、アーカイブ動画が約59万回視聴されるほどの盛況を収めた。
しかしその後、「これは学問か」というクレームが1件寄せられたため、同年11月5日に動画削除を行い、ホームページにて「シンポジウムの動画の一部について不愉快と感じられた方には申し訳ございません」という謝罪文を掲載した。また、シンポジウム内容の研究倫理上の問題も指摘され、主催者としての責任を問われた。2021年10月1日には日本倫理学会で本シンポジウムの研究倫理をテーマにしたワークショップが開催され出席、2021年12月29日に改めて謝罪した。

## 私生活
- 『AI親友論』の著者紹介によれば、出口は「二“人”の犬とともに京都に暮らす哲学者」で「親しい仲間とお酒を飲むことが大好き」とされている[38]。
- インタビューにおいては、子供のころから高校2年生までは日本史を専攻することを志していたが、その後哲学を専攻するように転向したと述べている[39]。

## 著書

### 単著
- 『京大哲学講義 AI親友論』徳間書店 2023

### 共編
- 『応用哲学を学ぶ人のために』戸田山和久共編 世界思想社 2011
- 『これが応用哲学だ!』戸田山和久、美濃正共編 大隅書店 2012
- 『デカルトをめぐる論戦』安孫子信、松田克進共編 京都大学学術出版会 2013
- 『未来の大学教員を育てる 京大文学部・プレFDの挑戦』田口真奈、京都大学高等教育研究開発推進センター共編著 勁草書房 2013
- The Moon Points Back, with Jay Garfield, Graham Priest, and Koji Tanaka eds., Oxford University Press, New York, 2015
- What Can’t Be Said, Paradox and Contradiction in East Asian Thought, with Jay L. Garfield, Graham Priest and Robert H. Sharf, Oxford University Press, 2021
- 『軍事研究を哲学する』大庭弘継共編 昭和堂 2022

### 翻訳
- （共訳）イアン・ハッキング『何が社会的に構成されるのか』久米暁共訳、岩波書店、2006
- （共訳）イアン・ハッキング『知の歴史学』大西琢朗、渡辺一弘共訳、岩波書店、2012
- （監訳）デイヴィッド・ルイス『世界の複数性について』 佐金武・小山虎・海田大輔・山口尚共訳、名古屋大学出版会、2016

## 論文
- Cinii